# Catoblemma renalis
Catoblemma renalis är en fjärilsart som beskrevs av George Francis Hampson 1918. Catoblemma renalis ingår i släktet Catoblemma och familjen nattflyn. Inga underarter finns listade i Catalogue of Life.